# MCM6
Репликативный фактор MCM6 — белок, который кодируется человеческим геном MCM6. MCM6 это один из высококонсервативных белков группы MCM, необходимых для стадии инициации репликации генома эукариот.

## Функции
Группа белков MCM6 содержит MCM6, MCM2, 4 и 7, которые обладают ДНК-геликазной активностью и могут катализировать реакцию плавления ДНК. Гексамерный белковый комплекс MCM — это ключевой компонент сборки предшественника репликативного комплекса и может быть включен в формирование репликативной вилки и связывать другие белки репликации ДНК. Фосфорилирование комплекса CDC2-киназой уменьшает геликазную активность, что приводит к предположению о роли в регуляции процесса репликации ДНК. Mcm6 аффинно связывается с белком Cdt1 определенными азотистыми основаниями. Замены в этом районе приводят к прекращению связывания белка Cdt1 и белков Mcm2-7 для формирования репликативного комплекса.

## Генетика
MCM6 ген проявляет очень высокий уровень экспрессии. Ген содержит 18 интронов, Есть два варианта альтернативного сплайсинга. Транскипты, по всей видимости, различаются длинной 3' конца, наличием или отсутствием 2 экзонов и общими экзонами на двух границах. В результате альтернативного сплайсинга может образовываться 3 различных изоформы белка.
MCM6 имеет 2 регуляторных района гена LCT, кодирующего фермент лактазу, локализованный на двух интронах приблизительно 14 тыс. н.о. (-13910) и 22 тыс. н.о. (-22018) выше гена LCT. В частности (-13910) область имеет энхансерный элемент, приводящий к различной активации транскрипции промотора гена LCT. Мутации в этой области ассоциированы с непереносимостью лактозы во взрослом возрасте.